# Georges Guinegault
Georges Guinegault, né à Rennes le 27 mars 1893, et mort à Dinard le 26 juillet 1983, est un peintre français.

## Biographie
En juin 1913, élève à l'école des Beaux-Arts de Rennes, il obtient un prix au concours général de composition décorative, "Balcon de Fenêtre", organisée par le secrétariat d'Etat  aux Beaux-Arts à l'école nationale des Beaux-arts de Paris. (https://gallica.bnf.fr/ark:/12148/bpt6k7603646v/f4.image.r=guinegault?rk=21459;2) En juin 1912, il avait obtenu une mention à ce même concours.
Ce peintre et graveur est ensuite l'élève de Eugène Delâtre à l'école des Beaux-Arts de Paris.  Pour lancer sa carrière, Guinegault réside à Montparnasse où il loue un hôtel particulier au 7 rue Jules Chaplain. En 1933, son atelier se situe rue Dieulafoy à Paris.
Il peint des paysages de Paris, du département de la Manche, en particulier dans la Hague, de la Bretagne ( Quiberon, Saint-Malo...), de la Riviera (Saint-Tropez), des Pyrénées, de la Beauce, du pays basque (1948) ainsi que des scènes orientalistes lors de son séjour au Maroc ( Marrakech, Meknès...). Ses œuvres marocaines sont aujourd'hui particulièrement recherchées. 
Il brosse également des portraits et surtout nombre de nus. 
Il pratique également la gravure, au moins de 1925 à 1931. La Galerie Lutetia, à New-York et rue Notre-Dame-des-Victoires à Paris, édite trois de ses eaux-fortes : Rue à Ciboure, Ancien cloître à Ciboure et Sur la frontière espagnole. (https://gallica.bnf.fr/ark:/12148/bpt6k5860895t/f213.item.r=guinegault.zoom) En 1930, Hautecoeur édite deux aquatintes : Soir à Saint-Tropez et Tartanes à Saint-Tropez. En 1931, l'Estampe Moderne édite une aquatinte, Feux de joie en Bretagne.
Son fils unique, Jean-Paul Guinegault (1918-2009), est également peintre.
En Bretagne, il habitait no 55 boulevard de la mer à Saint-Briac-sur-Mer.[réf. nécessaire]

## Expositions
Collectives
- Salon des Jeunes, Ecoles Nationale des Beaux-Arts de Paris, 1919 (avec Bourdelle, Domergue, Oudot, Savin). (https://gallica.bnf.fr/ark:/12148/bpt6k7614335m/f2.image.r=guinegault?rk=64378;0)
- Salon des Indépendants, Paris, mars 1921.
- De 1921 à 1935, Guinegault expose au salon des Artistes Français dont il est sociétaire.
- Salon de l'Ecole Française, Grand-Palais, Paris, 1921.
- Salon de l'Ecole Française, Grand-Palais, Paris, 1922.
- Exposition des Arts Appliqués, Rennes, avril 1922. (https://gallica.bnf.fr/ark:/12148/bpt6k5837600/f4.item.r=guinegault.zoom)
- Salon de la Société Coloniale, 1935. Guinegault est également sociétaire de la Coloniale.
- Cent Ans de peinture de Montagne, Paris, 1998. Guinebault fait partie de la Société des Peintres de Montagne (1898).

Personnelles
- Exposition à la Galerie Simonson, rue Caumartin à Paris, mars 1924.
- Exposition à la Galerie Marsan, rue des Pyramides à Paris, mai-juin 1927.
- Exposition au Studio Scribe, rue Scribe à Paris, mars-avril 1928.
- Exposition Guinegault à la Galerie Becquemin-Roupsart, rue Tour-Carrée, Cherbourg, juin 1933.
- Exposition Guinegault intitulée "Maroc, Mer, Montagne" à la Galerie Bissonnier, 29 avenue Bosquet à Paris, juin-juillet 1935.

## Prix
Aquafortiste, il obtient une mention honorable au Salon des Artistes français en 1922, dans la section Gravure. (https://gallica.bnf.fr/ark:/12148/bpt6k7614824j/f2.item.r=guinegault.zoom)

## Collections publiques
- Une dizaine d'œuvres de Georges Guinegault sont conservées dans les collections de la ville d'Equeurdreville-Hainneville[3] : Canal de Carentan (1954), deux Cherbourg, l'avant-port, Port Racine (1959), Portrait d'Hippolyte Mars (1959),  Maison à Équeurdreville(1959), Attelage, Le Rozel, Le rideret (1959), Landemer et Au coin du feu (1938).

- Etude au soleil (1923) fait partie des collections du Musée des Beaux-Arts de Rennes. (http://doudou.gheerbrant.com/?p=21442)

- Une dizaine de gravures sont conservées au Cabinet des estampes de la Bibliothèque nationale de France (Jean Adhémar, Inventaire du fonds français après 1800, Paris 1958).

- L'Etat a acquis une peinture en 1924.

## Critiques
- "De l'Afrique à la Bretagne, le soleil est fidèle à ce peintre, comme la réussite. Le métier brillant de Guinegault se renouvelle selon les diversités de la nature. Il est extrêmement expressif et intelligent"

La Semaine de Paris, 6 avril 1928.
- "Bonnes peintures et eaux-fortes de G.-P. Guinegault."

L'Art et les Artistes, n°45-49, mars-juillet 1924.
- "L'exposition que fait en ce moment un jeune artiste doué des plus remarquables qualités, G.-P. Gùinegault, attirera certainement aux Galeries Simonson, rue Caumarlin, de nombreux visiteurs. Peintre et graveur, Guinegault a de la fermeté dans l'exécution de ses études fort intéresantes. Deux de ses œuvres, une peinture et une eau-forte, viennent d'être acquis par l'Etat."

Le Figaro, 18 février 1924.
- " Guinegault montre du talent dans La Côte sauvage de Quiberon, bien que son faire soit un peu pâle."

Louis de Meurville in Le Gaulois, 27 février 1922.
- "Voici une grande toile de Georges Guinegault qui a pour prétexte un portrait mais qui est en réalité la représentation d'un personnage dans un décor de tapis, de tentures, de coussins, décor très étudié, riche de tons assourdis ou vifs, en rapport harmonieux avec la robe vert-empire du modèle. Une page de coloriste. "

Eugène Soubeyre, La Nouvelle Revue, 1921.
- "Guinegault est puissamment doué."

André Salmon, rubrique La semaine artistique in L'Europe nouvelle, 3 mai 1919.

## Illustrations
- Les Humbles, mensuel libertaire, 1914.
- Les Pionniers de Normandie, 1914 et mars 1918.
- Quatre impressions Arabes, 1920.
- Jean Noury, Heures galantes, illustrations au pochoir de quatre poèmes, ouvrage tiré à 510 exemplaires numérotés, 1925.